# تل التوت
تل التوت قرية تتبع منطقة سلمية في شرق محافظة حماة في سورية.